# Chris Portugal
Christian Portugal Valenzuela es un empresario, comentarista político y cocinero que se ha hecho conocido por sus proyectos gastronómicos, y por presentar y participar en programas de actualidad.
Portugal ha resaltado en su faceta empresarial y gastronómica a través del restaurant El Toro, el cual adquirió el año 2009 tras comprarlo a su socio argentino, quien originalmente lo fundó en 1999. En la actualidad, opera el restaurant junto a Alberto Cussen.
Es presentador de programas en Radio Agricultura, donde ha entrevistado a diferentes personeros políticos. También ha participado de espacios radiales como Los Tres Mosqueteros junto a Magdalena Merbilháa y Francisco Orrego.
Ha también participado en programas de debate y espectáculo, como Sin filtros.

## Biografía
De padre peruano y madre chilena, Portugal nació en Lima, ciudad capital de Perú. Allí su madre trabajaba en el consulado chileno en dicho país, vínculo que lo apegó culturalmente a esta última nación. Tras haber estudiado administración de empresas en Perú, Chris Portugal se radicó en Chile de manera definitiva a partir de 2005.
Abiertamente gay, en 2021 causó polémica por apoyar, de manera pública y junto a su novio, la candidatura de José Antonio Kast. Ello generó división dentro del mundo homosexual, pues fue criticado por escritores como Pablo Simonettiy a su vez apoyado por el periodista José Antonio Neme.
En 2023, Portugal hizo su primera aparición en Sin filtros. Al año siguiente, lanzó su nuevo restaurant El Tigre, del cual se reportó su ubicación en Las Condes.

### Controversias
En 2024, se vio involucrado en lo que el Servicio de Impuestos Internos de Chile (SII) calificó como el mayor fraude fiscal en la historia de Chile. En este caso el SII, presentó una denuncia por presuntos delitos tributarios en contra de 17 contribuyentes y Portugal fue uno de ellos. Esta denuncia se refiere a la inclusión de facturas falsas que habrían sido emitidas entre 2018 y 2020.